# Consorzio vini di Romagna
Il Consorzio vini di Romagna è l'ente di tutela e valorizzazione che riunisce cantine cooperative, produttori vinificatori, imbottigliatori, aziende viticole delle province di Rimini, Forlì-Cesena, Ravenna e del territorio Imolese.
Il consorzio associa (dato 2023):
- 8 cantine cooperative;
- 107 produttori-vinificatori;
- 5 imbottigliatori;
- 5.200 aziende viticole.

## Storia
Il 30 ottobre 1962 a Faenza Alteo Dolcini, insieme a Lino Celotti e Pasquale Baccarini, dà vita al "Consorzio per la tutela dei vini tipici Romagnoli per la denominazione d’origine". Primo presidente fu Aldo Spallicci. Scopo del consorzio era indirizzare, regolamentare e qualificare la produzione del vino in Romagna. Venne scelto come marchio l'immagine del Passatore, noto brigante della metà del XIX secolo nato a Bagnacavallo. Successivamente il consorzio cambia nome in "Ente tutela vini di Romagna", fino ad assumere quello attuale alla fine del XX secolo. Nel cda siedono produttori provenienti da tutto il territorio romagnolo.
Nel 2011 è entrato in vigore un nuovo disciplinare produttivo, denominato «Romagna», che accorpa le diverse etichette. L'anno successivo il Consorzio ha ottenuto dal Ministero delle politiche agricole e forestali l'ambito riconoscimento erga omnes.
Dal 2013 la sede del Consorzio è a Tebano, nelle prime colline dell'Appennino faentino.
Nel corso degli anni l'ammontare di vino prodotto ha conosciuto un costante incremento. Nel 2016, su 15 milioni di bottiglie doc prodotte in Romagna, 12 milioni sono originate dal Consorzio. Il 35% della produzione va all'estero, con prevalenza di Gran Bretagna, Giappone, USA, Germania e Paesi scandinavi.

## Vini protetti
Il Consorzio esercita le sue funzioni di tutela in merito alle denominazioni DOC:
- Romagna Sangiovese
- Romagna Trebbiano
- Romagna Pagadebit
- Romagna Cagnina
- Romagna Albana spumante
- Trebbiano di Romagna spumante
- Colli d'Imola bianco
- Colli d'Imola rosso
- Colli di Faenza
- Colli Romagna centrale
- Colli di Rimini bianco
- Colli di Rimini rosso

Denominazioni DOCG:
- Romagna Albana (primo vino italiano ad aver ottenuto tale certificazione nel 1987)[4]

Denominazioni IGT:
- Rubicone;
- Forlì;
- Ravenna;
- Sillaro.

Considerate nel loro insieme, le quattro denominazioni IGT romagnole immettono sul mercato 73 milioni di bottiglie (dato 2016).
Dal 2022 l'articolazione geografica del Romagna Sangiovese passa da 12 a 16 zone. Le 16 zone sono (in ordine alfabetico):
- Appennino cesenate: Cesena, Longiano, Mercato Saraceno;
- Appennino faentino: Brisighella, Marzeno, Modigliana, Oriolo, Serra;
- Appennino forlivese: Bertinoro, Castrocaro, Meldola, Predappio;
- Appennino imolese: Imola;
- Appennino riminese: Coriano, San Clemente, Verucchio.

Per valorizzare tali specificità territoriali, il Consorzio ha creato il marchio collettivo «Rocche di Romagna». Identifica tutti i Romagna Sangiovese prodotti nelle 16 zone in cui si produce il vino romagnolo, dalla valle del Santerno al confine con le Marche.

## Presidenti
Consorzio per la tutela dei vini tipici romagnoli
- Aldo Spallicci (3 dicembre 1962 – 5 novembre 1963)[7]

Ente tutela vini di Romagna
- Nino Madonia (5 novembre 1963 – 27 novembre 1969)
- Evaristo Zambelli (27 novembre 1969 – 1977)
- Gilberto Bernabei (1977 - 1981)
- Elio Assirelli (1981-2005)

Consorzio vini di Romagna
- Paolo Reggi (2005 - 2008)
- Giordano Zinzani (2008 - 2020)
- Ruenza Santandrea (2020 – 2023)[8]
- Roberto Monti (2023 - in carica)[1]